# كينيث إتش دالبيرغ
كينيث إتش دالبيرغ (بالإنجليزية: Kenneth H. Dahlberg)‏ هو طيار أمريكي، ولد في 30 يونيو 1917 في سانت بول في الولايات المتحدة، وتوفي في 4 أكتوبر 2011 في ويزاتا في الولايات المتحدة.